# Claire Schibler-Kägi
Claire Schibler-Kägi, auch Claire Ida Schibler-Kaegi (* 1. November 1901 in Zürich; † 14. Mai 1965 in Kreuzlingen), war eine Schweizer Volkskundlerin, Kunsthistorikerin und Autorin.

## Leben und Werk

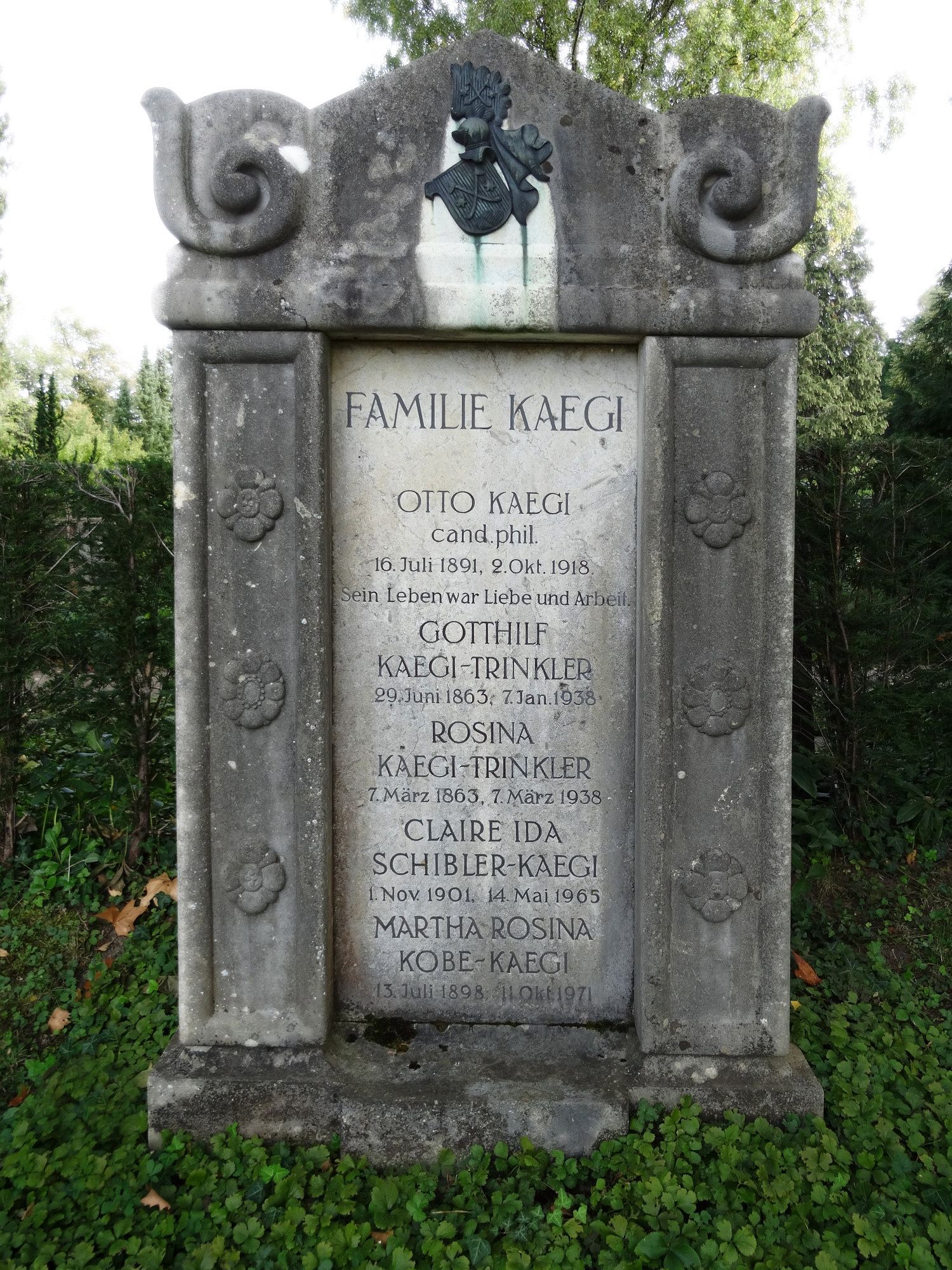
Grab, Friedhof Rehalp, Zürich

Claire Ida Schibler-Kägi war eine Tochter von Gotthilf Kaegi (1863–1938) und dessen Frau Rosina, geborene Trinkler (1863–1938). Ihre ältere Schwester Martha Rosina (* 13. Juli 1898; † 11. Oktober 1971) war mit Willi Kobe verheiratet.
1922 erhielt Claire Schibler-Kägi das Lehrerinnenpatent in Zürich und heiratete den Juristen Victor Schibler. Ab 1953 studierte sie Kunstgeschichte und Volkskunde an der Universität Zürich. Sie verfasste kulturgeschichtliche und volkskundliche Artikel für die Thurgauer Zeitung und die Neue Zürcher Zeitung. Zur 150-Jahr-Feier des Kantons Thurgau im Jahr 1953 gab sie das Sammelwerk Die Frau im Thurgau heraus. 
Schibler-Kägi war auch politisch aktiv. 1951 gehörte sie zu den Gründerinnen der thurgauischen freisinnigen Frauengruppe, die sie bis 1965 präsidierte. Von 1958 bis 1962 war sie Vorortspräsidentin der Schweizerischen Vereinigung der Freisinnig-Demokratischen Frauen. Von 1963 bis 1965 präsidierte sie das Konsumentinnenforum der deutschen Schweiz und des Kantons Tessin. 
1955 wurde ihr das Ehrenbürgerrecht von Evolène verliehen.
Claire Schibler-Kägi fand ihre letzte Ruhestätte auf dem Friedhof Rehalp in Zürich.